# HD 112304
HD 112304，又名BD-14 3605，SAO 157599、HR 4911，是一颗恒星，视星等为6.17，位于銀經304.52，銀緯47.53，其B1900.0坐标为赤經12h 50m 37.7s，赤緯-14° 47.53′ 7″。